# Emil Szanto
Emil Szanto, född 22 november 1857 i Wien, död 14 december 1904 i Wien, var en österrikisk historiker och epigrafiker.

## Biografi
Szanto studerade historia och filologi vid Wiens universitet, där han år 1880 avlade doktorsexamen. År 1901 utnämndes han till professor i klassisk historia vid nämnda lärosäte. Tillsammans med Carl Grünberg, Ludo Moritz Hartmann och Stephan Bauer var Szanto utgivare av Zeitschrift für Social- und Wirthschaftsgeschichte, som utkom från 1893 till 1900.